# ASHA
ASHA este o trupă muzicală din București, România.

## Istoric
Trupa ASHA a fost înființată în anul 2004, an în care a apărut și primul album al trupei "ASHA...începe" la MediaPro Music. Albumul beneficiază de două videoclipuri: A..na și Inima n-ascultă.
Trupa a susținut de-a lungul timpului peste 800 de concerte în majoritatea cluburilor de profil din București și din țară, dar și la petreceri private și corporate. Participă la Selecția Națională pentru Cerbul de Aur în 2005.
În anul 2006 cântă la Kiev în cadrul manifestărilor dedicate Zilei Naționale a României  iar în 2007 este prima trupă din România care cântă în incinta Reichstag-ului german . 
În anul 2008 trupa este invitată să deschidă concertul lui Paul Gilbert (Mr. Big) de la București, precum și pe cel al trupei Scorpions de la Craiova.
În februarie 2011 componența trupei se schimbă, alături de Laurențiu Guran și Michael Massier -  vin in formație Daniel Bouroșu la chitară, Ionuț Deliu  la chitară bas și Fernando Drăgănici la baterie. Ceva mai târziu, locul lui Daniel Bouroșu la chitară este luat de Dan Ionescu. De asemenea, în trupă vin ca voce de fundal Laura Roșca si Alexandra Maria Hojda, foste finaliste în emisiunea MEGASTAR.

### Componența actuală (2011)
- Laurențiu Guran - solist vocal
- Dan Ionescu (muzician)|Dan Ionescu - chitară
- Ionuț Deliu - chitară bas
- Michael Massier - clape
- Fernando Drăgănici - baterie
- Laura Roșca - voce de fundal
- Alexandra Maria Hojda - voce de fundal

## Discografie

### ASHA...începe (MediaPro Music) (2004)[9]
1. A..na 

Muzică: Marius Mirea, Ștefan Orfescu,[Michael Massier 

Text: Marius Mirea, Laurențiu Guran 

2. Inima n-ascultă  

Muzică: Marius Mirea 

Text: Marius Mirea, Laurențiu Guran 

3. Oriunde oricând 

Muzică: Marius Mirea, Michael Massier 

Text: Marius Mirea, Laurențiu Guran 

4. Time after time 

Muzică și text: Ștefan Orfescu 

5. Fără vise 

Muzică: Marius Mirea, Michael Massier 

Text: Laurențiu Guran 

6. Fenomenal 

Muzică: Marius Mirea 

Text: Laurențiu Guran, Marius Mirea]

7. Vreau 

Muzică: Laurențiu Guran 

Text: Laurențiu Guran, Marius Mirea 

8. Nu te mai cred 

Muzica: Marius Mirea 

Text: Laurențiu Guran, Marius Mire] 

9. Oricât aș vrea 

Muzică și text: Michael Massier 

## Componența ințială
- Laurențiu Guran - solist vocal
- Ștefan Orfescu - chitară
- Marius Mirea - chitară bas
- Michael Massier - clape
- Ionuț Șerbana - baterie